# World Trade Center (Brussel)
Het World Trade Center is een complex van wolkenkrabbers, gelegen in de Belgische stad Brussel aan de Koning Albert II-laan en de Simon Bolivarlaan in het zakendistrict van Brussel in de Noordruimte. Ten oosten van het complex ligt Station Brussel-Noord. De drie torens behoren tot de hoogste gebouwen in België.
Oorspronkelijk was het plan om een complex te bouwen met acht torens die alle rond de kruising van de Koning Albert II-laan en de Simon Bolivarlaan zouden komen. Twee van deze in de zuidoosthoek van de kruising werden de Belgacom-torens en de twee in het noordoosten de North Galaxy-torens. In de jaren 1970 werden in de noordwesthoek de twee torens van WTC-gebouwen 1 en 2 geopend. In het zuidwesten werd in de jaren 1980 de toren van WTC-gebouw 3 gebouwd; de vierde toren werd nooit gebouwd. Tegen de bouw kwam er veel protest omdat hierdoor duizenden, vooral armere inwoners elders een woning moesten zoeken.
WTC torens I en II worden in 2019 ontmanteld en de aanwezige asbest wordt verwijderd. De Vlaamse Overheid zal er vanaf 2023 ongeveer 4000 ambtenaren laten werken.